# Alain Wiss
Alain Wiss (* 21. August 1990 in Littau) ist ein Schweizer Fussballspieler.

## Karriere

### Vereine
Zuerst noch oft auf der Ersatzbank sitzend, geriet Alain Wiss im Laufe des Jahres 2007 immer mehr in den Fokus des FCL-Trainers Ciriaco Sforza. In der Vorrunde der Saison 2007/08 kam Wiss zu ersten Einsätzen in der ersten Mannschaft des FC Luzern. In der Rückrunde, unter anderem auch wegen des Abgangs von Mario Cantaluppi, eroberte sich Wiss einen Stammplatz im defensiven Mittelfeld. Am 17. März 2011 verlängerte Wiss seinen Ende Saison 2010/11 auslaufenden Vertrag um weitere zwei Jahre.
Zur Saison 2015/16 wechselte Wiss ablösefrei zum Ligakonkurrenten FC St. Gallen. Er unterschrieb einen Zweijahresvertrag und erhielt die Rückennummer 6. Für St. Gallen kam er in viereinhalb Saisons zu 80 Erstligaeinsätzen, in denen er drei Tore erzielte. Im Januar 2020 wechselte er nach Österreich zum SCR Altach. Nach der Saison 2020/21 verliess er Altach.
Nach mehreren Monaten ohne Verein kehrte Wiss im Oktober 2021 in die Schweiz zurück und schloss sich dem Drittligisten SC Cham an.

### Nationalmannschaften
Wiss absolvierte diverse Juniorenländerspiele von der U-17 bis zur U-21 für die Schweiz. Nach starken Leistungen in der Saison 2011/12, er erreichte mit Luzern unter anderen den Cupfinal, kam er am 26. Mai 2012 beim sensationellen 5:3-Sieg gegen Deutschland – der erste Sieg gegen Deutschland seit 56 Jahren – zu seinem Debüt in der A-Nationalmannschaft.
Im Sommer 2012 nahm er mit der Schweizer Olympiamannschaft am Olympischen Fussballturnier in London teil. Für die Schweiz war dies die erste Teilnahme nach 84 Jahren. Er kam zu zwei Einsätzen.